# Jacobus Josephus Putman
Jacobus Josephus Putman (Oudewater, 1812 – Utrecht, 1883) was een Nederlands geestelijke van de Rooms-Katholieke Kerk die van 1837 tot 1853 als missionaris werkzaam was op Curaçao. Hij had een eigen drukkerij en schreef verschillende boekjes voor catechese en algemeen onderwijs, deels in het Papiaments.  

## Jonge jaren
Putman was de oudste zoon van Jan Putman en Aletta van Dam die samen tien kinderen kregen. Hij volgde zijn opleiding op het seminarie te 's-Heerenberg en ontving in 1836 te Oegstgeest zijn priesterwijding. In 1837 vertrok hij voor de Hollandse Missie naar de West.

## Santa Rosa
In 1838 werd Putman te werk gesteld in het oostelijk deel van Curaçao. Hij verhuisde naar Santa Rosa, alwaar prefect Niewindt stukken gronden had gekocht van plantage Hors en plantage Francisco. Op laatstgenoemde grond stond het stenen huis van Bernardo Pieters, pastoor van Barber en vertrouweling van Niewindt. Hier startte Putman zijn nieuwe parochie. In acht dagen werd een misa di yerba (kerk van stro) opgetrokken waar hij op 30 augustus, de sterfdag van de Heilige Rosa van Lima, een eerste mis opdroeg. In 1840 werd de kerk voltooid en kon Putman 105 kinderen hun eerste communie laten doen. Het geld voor de bouw kwam van katholieken in Nederland, waarvoor Putman verschillende dankbrieven schreef die werden opgenomen in het blad De Godsdienstvriend. Bij de bouw van de huidige Rosakerk in 1900 werd een loden buis aangetroffen met daarin een oorkonde en muntstukken uit 1840. 

## Armenscholen
In 1842 gaf het (protestantse) gouvernement Niewindt permissie scholen te starten voor 'arme, vrije kinderen, zonder onderscheid van godsdienstige belijdenis en buiten bezwaar van de koloniale kas'. Slavenkinderen bleven uitgesloten van onderwijs. De algemene school moest dus 'met Roomsch geld' bekostigd worden en was onderworpen aan het toezicht van de schoolcommissie. De eis van godsdienstige neutraliteit was een instrument tegen katholiek onderwijs en zou tot 1907 blijven bestaan. Een door de commissie aangewezen Hollandse onderwijzer diende in het Nederlands te onderwijzen. 
In 1848, bij terugkeer van verlof in Nederland, bracht pastoor Putman zijn oudere zus Johanna mee naar Curaçao, alsmede een onderwijzer van Rolduc, Van Gijzelen, en een boekdrukker, Van Herpen, die hem zou helpen met het drukken van school- en gebedenboekjes. Putman kreeg toestemming twee armenscholen op te richten; een voor jongens en een voor meisjes (niet-slaven).
De eerste gouvernements-subsidies voor katholiek onderwijs waren gelden verkregen uit manumissie (slavengeld), vanaf 1849. Indirect betaalde de zwarte bevolking zo mee aan haar 'eigen' christelijk onderwijs. In hetzelfde jaar schrijft Putman een gebedenboek in de 'negertaal van Curaçao' dat in 1864 een vierde druk beleefde en meer dan een halve eeuw in gebruik is gebleven. In 1850 rolt van zijn pers Eerste honderdtal leerzame verhalen voor kinderen en in 1851 Proeve eener Hollandsen spraakkunst ten gebruike der al gemeene armenscholen in de gemeente van de H. Rosa op Curacao. Putman's scholen waren de volkrijkste scholen van Curaçao. Buiten de dagschool, was er te Santa Rosa ook een zondagsschool, waarin Putman in de volkstaal, het Papiamentu, catechese gaf. 
In 1853 sterft Johanna aan gele koorts en vertrekt Putman, die onenigheid had met Niewindt,  naar Holland. Volgens een andere bron was Putman 'door ziekte gedwongen'. De apostolisch vicaris had reeds in mei Franciscanessen-zusters naar Santa Rosa gestuurd om het onderwijs over te nemen. Putman is van aanzienlijke betekenis geweest voor Curaçao, maar door zijn abrupte vertrek bleef hij toch in de historische schaduw van Niewindt.

## Utrechtse periode
Terug in Nederland werd Putman eerst pastoor te Cabauw en vervolgens in 1857 pastoor te Utrecht (O.L.V. kerk buiten de Wittevrouwenpoort). Het jaar erop werd hij kanunnik bij het aartsbisschoppelijk kapittel en in 1868 deken van Utrecht.
In 1873 legde Putman zijn pastorale taken neer en wijdde zich verder aan de studie der letteren. In zijn laatste levensjaren publiceerde hij onder meer over Spaanse literatuur. Putman overleed in 1883 op 71-jarige leeftijd.